# Nio Inc.
A Nio Inc. (em chinês: 蔚来, pinyin: Wèilái; estilizado para NIO e denominada NextEV até 2016) é um fabricante chinesa de automóveis com sede em Xangai, especializada em projetar e desenvolver veículos elétricos e autônomos de alto desempenho.

## História
A NIO foi fundada em novembro de 2014 por William Li, o então presidente da revista automotiva de língua chinesa, Bitauto, e da equipe de Fórmula E, NEXTEV. Após o lançamento, várias empresas entraram para investir, incluindo Tencent, Temasek, Baidu, Sequoia, Lenovo, TPG e outras instituições de investimento de renome mundial. Seu carro de trilha o NIO EP9 foi lançado no mesmo dia em que a marca foi estabelecida.
A NIO foi fundada com a intenção de William Li para liderar o mercado veículos autônomos, elétricos e inteligentes, e fazer com que seus proprietários se sintam satisfeitos em possuir seus produtos. Eles também querem redefinir o significado que o serviço premium tem para uma empresa de automóveis.
Em outubro de 2016, a NIO anunciou que havia sido emitida uma Permissão de Teste de Veículo Autônomo pelo DMV da Califórnia e que começaria a testar em estradas públicas sob as diretrizes do Programa de Testes de Veículos Autônomos enquanto progredia em seu caminho para levar a autonomia ao mercado.

## Veículos

### Veículos de produção

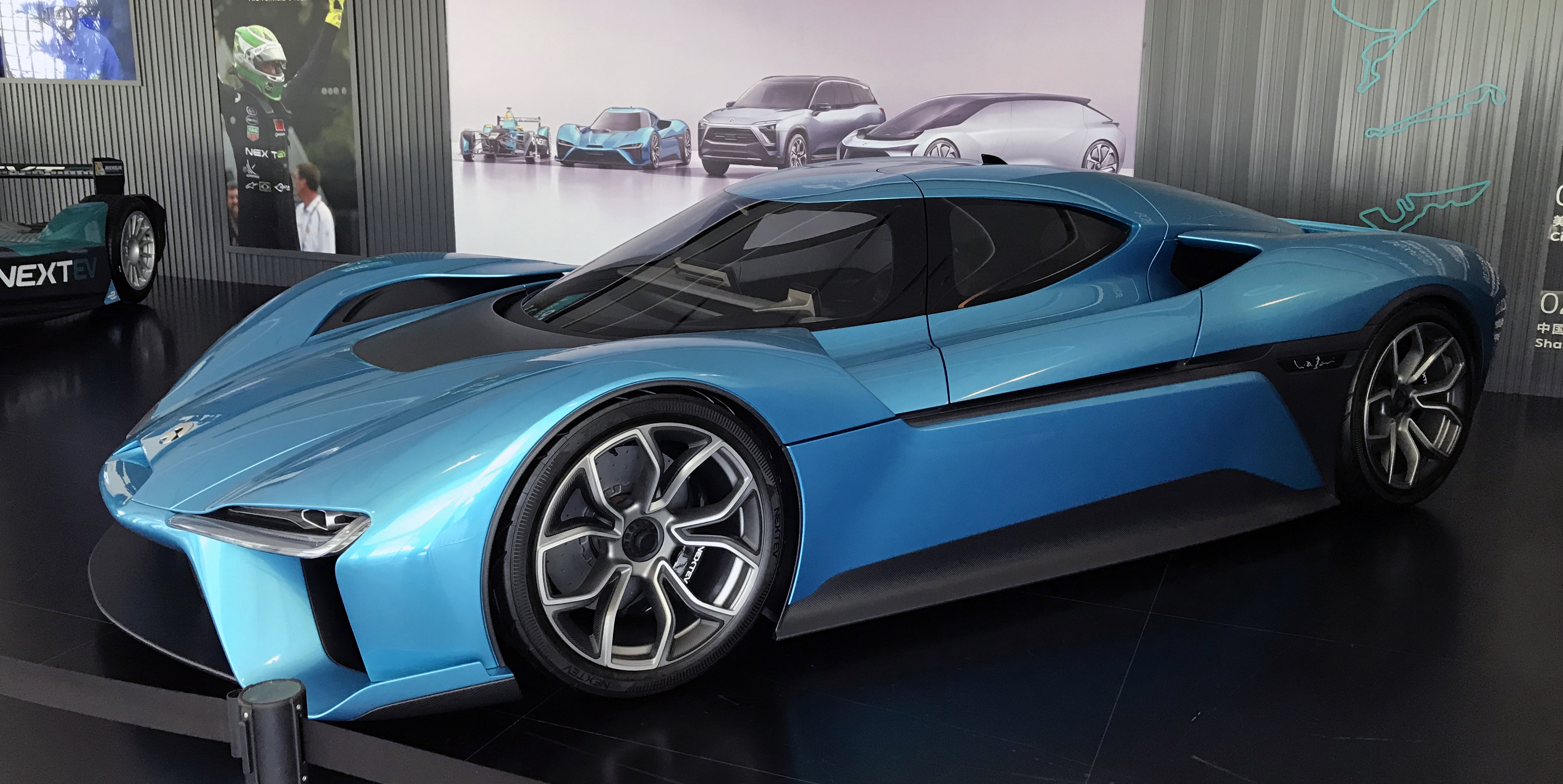
NIO EP9

#### NIO EP9
O NIO EP9 é um supercarro de dois lugares com motor elétrico fabricado pela NIO e sua então contraparte da Fórmula E. Ele estreou na Galeria Saatchi em Londres, Inglaterra. O carro é alimentado por quatro motores elétricos, cada um com 335.25 hp (250 kW; 340 PS) para um total de 1.341 hp (1.000 kW; 1.360 PS), e os quatro são conduzidos por quatro transmissões independentes, fazendo assim com que o carro tenha tração nas quatro rodas.
Os seis EP9s foram produzidos para os investidores da NIO. Em abril de 2017, a NIO anunciou que produziria dez EP9 extras para pré-pedido ao público por US $ 1,48M.

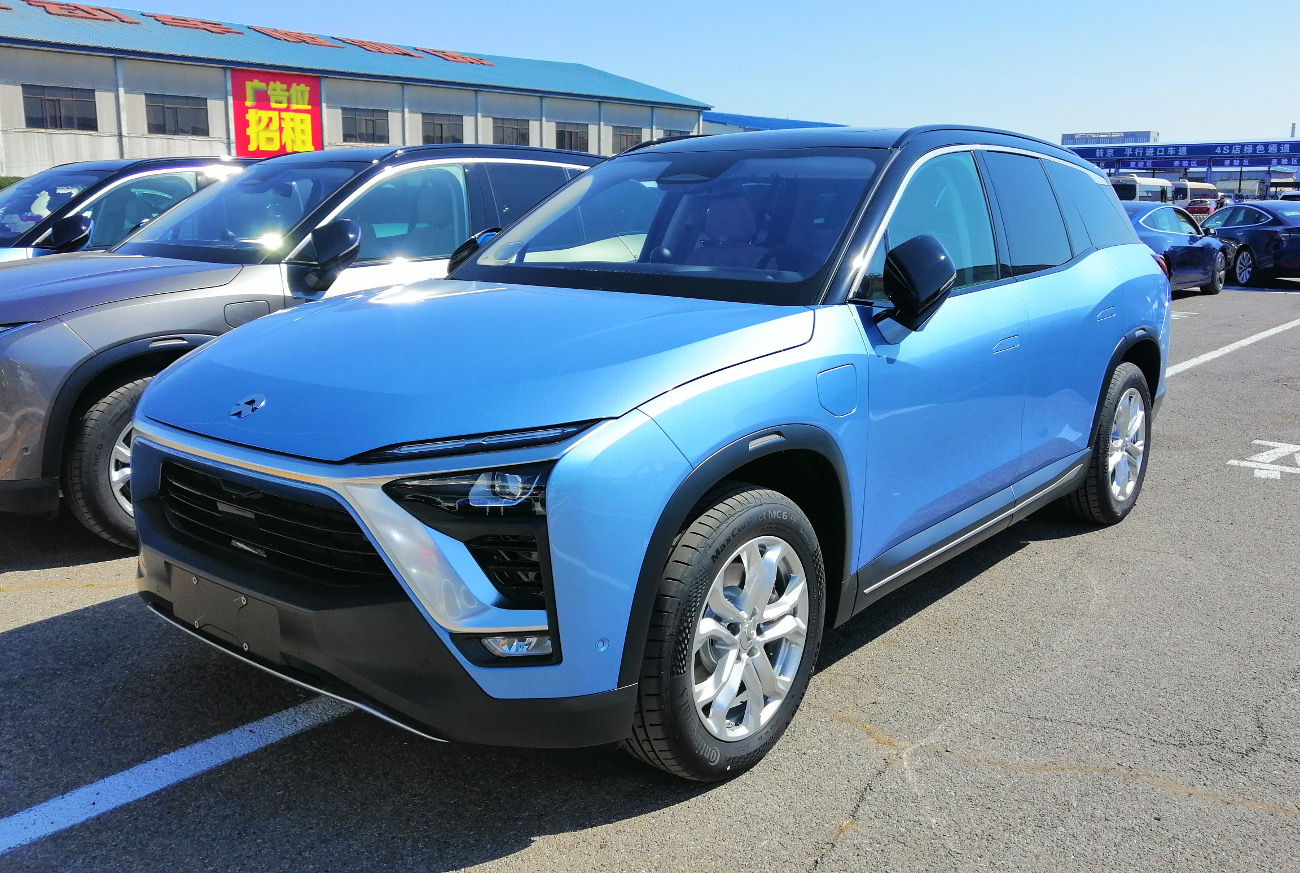
NIO ES8

#### NIO ES8
O NIO ES8 é um SUV da NIO que foi colocado em produção em 2018 para o mercado da China. A NIO estava testando o veículo por milhares de quilômetros em Yakeshi, Mongólia Interior.
O ES8 é um carro de produção de tamanho completo de sete lugares, com uma distância entre eixos de 2.997 mm (118 in) e um comprimento de corpo de 4.978 mm (196 in). O corpo e o chassi são completamente de alumínio, e o drivetrain tem padrão de tração integral e também suspensão ativa. O design inclui o X-bar e as luzes traseiras "Spark Beat" com a assinatura da NIO. O ES8 é alimentado por uma bateria e será trocável. O ES8 foi lançado no mercado chinês em dezembro de 2017.

### Carros-conceito

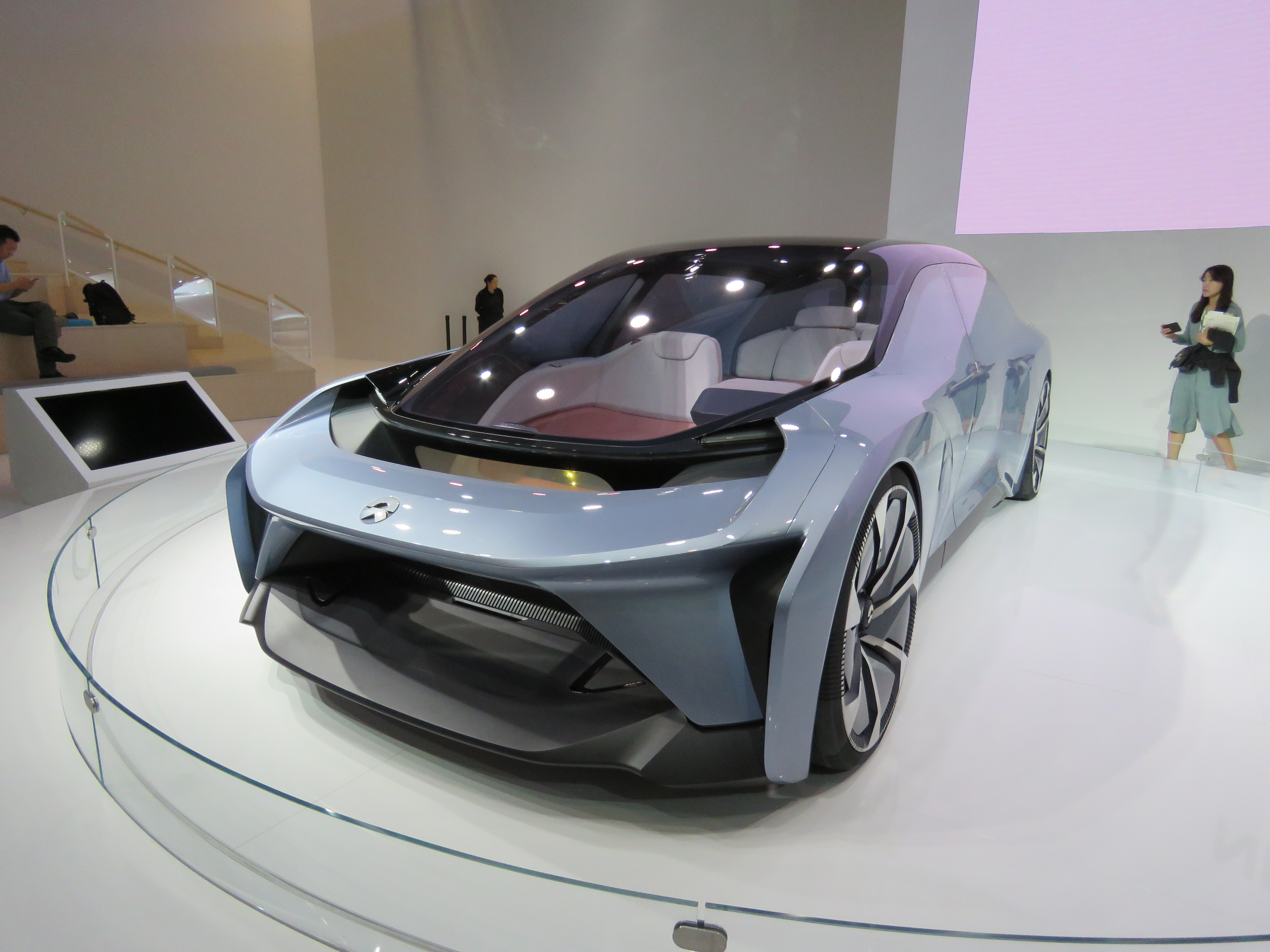
NIO EVE

#### NIO EVE
O NIO EVE é um carro-conceito revelado no SXSW 2017. O carro conceito é projetado como um veículo autônomo, mas pode ser conduzido manualmente. A NIO diz que o carro estaria em produção até 2020.

## Tecnologias

### NOMI
A NOMI é uma assistente digital artificialmente inteligente que sempre aprende o seu motorista e os próprios interesses e informações do passageiro para atender às suas necessidades. As formas de realização do dispositivo são encontradas na frente e na traseira. Este sistema é usado no conceito de NIO's Eve, que entrou em produção em 2020.

## Esportes
A NIO, da temporada de 2014–15 até a de 2018–19, participou do Campeonato de Fórmula E com a sua equipe própria e fabricava seus próprios trens de foça. A equipe não ganhou um Campeonato de Equipes, mas ganhou um Campeonato de Pilotos quando ainda era denominada NEXTEV TCR, com Nelson Piquet Jr., em 2014–15. Em 2019, a NIO vendeu sua equipe de Fórmula E, mas permaneceu como patrocinador título a partir da temporada de 2019–20, com a equipe sendo rebatizada para NIO 333 FE Team. Porém, em outubro de 2023, foi anunciado que a NIO deixaria a categoria, com a equipe e o fabricante mudando a marca para ERT Fórmula E Team para a temporada de 2023–24, após a equipe receber novos investimentos.

## Recordes mundiais
A NIO estabeleceu um total de cinco registros em seu EP9 de trilhas apenas para o circuito mais rápido para um carro elétrico nas pistas Nürburgring Nordschleife, Circuito Paul Ricard, Circuito das Américas e Circuito Internacional de Xangai.